# Café especial
O café especial é o resultado de uma rede que deve seguir padrões de qualidade, rastreabilidade e sociais. É classificado como a maior qualidade do café em uma escala de pontos que pode ir até 100, devendo obrigatoriamente o café ter 80 ou mais pontos na análise para ser aceito como especial.
Até 2020 apenas grãos de café da espécie Coffea arabica tinha critérios para serem classificados como café especial. Em abril de 2021 a BSCA certificou pela primeira vez um lote de cafés da espécie Coffea canephora, produzido pela Família Venturim, no Espírito Santo.
Essa Classificação é diferente da classificação dada pela ABIC (Associação Brasileira das Indústrias de Café), reconhecido nas embalagens pelos selos de qualidade de café, que classifica o café pelas qualidades extraforte, tradicional, superior e gourmet, sendo gourmet a mais alta dentre elas.
Seu surgimento é relacionado ao que é frequentemente chamado Terceira Onda do Café, um movimento que vem interferindo globalmente na criação do valor do café enquanto produto, que é avalizado por entidades como a SCAA e a BSCA, no Brasil. Não apenas as propriedades intrínsecas das sementes são levadas em conta para esse aval, mas também a experiência sensorial, que é avaliada sob diversos critérios, sendo esses constituintes de notas que vão de zero à cem. Um café é considerado especial ao atingir, pelo menos, 80 pontos, o que garante a geração de um selo. Alguns dos critérios levados em conta são: índice de umidade (densidade do grão), coloração e devida maturação dos grãos verdes, presença de fungos, coloração dos grãos torrados, fluxo de água durante a extração (brewing), dentre outros fatores. Os cafés, a fim de serem considerados especiais, também passam pelo crivo de degustadores e são avaliados por aspectos sensoriais como doçura, acidez e corpo.

## Produção
Os cafés especiais exigem cuidados e processos específicos, a fim de produzirem uma bebida "premium" - como é chamada, por oferecer condições especiais de cultivo e preparo. Para sua produção é necessário adequação climática, solo e técnicas de manejo (como a colheita apenas de grãos devidamente maturados), moagem e torragem controladas e, finalmente, embalagem com nitrogênio a fim de evitar a oxidação. Alguns dos ditos cafés especiais são plantados em uma região de cultivo específica, normalmente expressa em rótulo, são os chamados cafés single origin. Estudos recentes indicam que, de fato, a altitude, dentre outras características intrínsecas ao local de cultivo e práticas especializadas de seleção - especialmente durante o processo de "lavagem" do café - alteram significativamente a percepção durante análise sensorial posterior.

## Concursos e premiações
Algumas safras especiais selecionadas após concurso - que ocorre em níveis nacional e internacional - são vendidas, no mês de janeiro de cada ano num leilão denominado Cup of Excellence, realizado pela entidade estadunidense The Alliance for Coffee Excellence, onde a saca de sessenta quilos pode atingir o equivalente a 15.000 Reais.

## No Brasil
Até o ano de 2001 o segmento não era conhecido no país, surgindo fortemente no ano de 2004.
As regiões brasileiras que produzem os melhores grãos são o Sul de Minas Gerais e a Alta Mogiana, em São Paulo. O melhor café, contudo, é o produzido na cidade baiana de Piatã, segundo concurso realizado em novembro de 2009 pela Associação Brasileira de Cafés Especiais. Outros três produtores daquela cidade também se situaram entre os dez melhores, no mesmo concurso. Em todas elas é cultivada uma variedade especial de Coffea arabica.
A bebida especial no país representa 5% do total do café consumido, com crescimento médio de 15% ao ano.